# Discovery World
Discovery World — телеканал из серии каналов Discovery Channel.

## О канале
Discovery World — европейский телевизионный канал, ранее (1999—2008) известный как Discovery Civilisation. Discovery World предлагает документальные программы о происходящем по всему миру. Discovery World представляет собой высококачественные реалити-передачи со всего мира с насыщенными картинкой и разными жанрами.

## Передачи
- Discovery атлас
- Монархия
- Наука об оружии
- Криминалисты
- Биографии
- В мире машин
- Разрушители легенд
- Час вопросов обо всём
- Смертельный улов
- Час рэпа

Набор передач Discovery World включает в себя исторические, культурные передачи, реальные истории, расследования и шоу о мистике.